# 上町 (上尾市)
上町（かみちょう）は、埼玉県上尾市の町名。現行行政地名は上町一丁目及び上町二丁目。住居表示実施済み。郵便番号は362-0037。
市の統計などでは上尾地区で分類されている。

## 地理
埼玉県の中央地域（県央地域）で、上尾市中部の大宮台地上に位置する。地区の東側を本町、南側を宮本町、西側を柏座、北側を緑丘と隣接する。全域が市街化区域で、主に第二種住居地域（主要な通り沿いは商業地域、および準住居地域）に指定され、上尾駅東口からも近く、住宅地となっている。マンションの建設も相次ぐ。河川などの水域は地内に存在しない。地名の由来は上尾宿内の呼称のひとつであった上宿に由来する上町に因む。

### 地価
住宅地の地価は、2019年（平成31年）1月1日の公示地価によれば、上町一丁目10-13の地点で15万9000円/m2となっている。上尾市内で最も地価が高い。

## 歴史
- 1965年（昭和40年）
  - 7月1日 - 住居表示に関する法律に基づき住居表示（第一次）が実施され[10]、大字上尾宿、上尾村、柏座の各一部から上尾市上町一丁目・二丁目が成立[6][11][12]。
  - 7月15日　上町2-14-19の場所に上尾市消防本部の新庁舎が完成し移転する[13]。
- 1970年10月1日 - 地内に上尾警察署が大宮警察署より分離して発足。庁舎は幹部派出所（1965年3月警部派出所より改称）の建物を使用[14][15]。
- 1972年（昭和47年）4月 - 地内の上尾警察署が現在地の本町五丁目に移転する[15]。
- 1981年（昭和56年）6月2日 - 地内の上尾警察署の跡地に上尾市図書館の本館が市役所隣（旧青年研修所）より移転開館する[16][15]。
- 1983年（昭和58年）11月1日 - 地内の上尾市消防本部が現在地の大字上尾村に移転する[13]。なお、跡地に上尾市青少年センターが建設された。
- 1987年（昭和62年）11月22日 - 小敷谷吉田通線が高崎線と交差するアンダーパスが完工する[17][18]（供用開始は同年12月1日[19]）。また、旧中山道から高崎線までの距離が短く、工事の際に仲町側取り付け道路に必要な長さが足りなかったため、旧中山道の盤下げ工事も合わせて行なわれ、高低差が若干緩和されたがそれでも勾配が急なものとなった。開通当時は丁字路でまだ国道17号には通じていなかった。
- 1997年（平成9年）4月 - 地内に「教育センター」が大谷本郷（現、シルバー人材センターの場所）より移転する[17]。
- 1998年（平成10年）
  - 4月 - 地内に「青少年センター」が開館する[17]。
  - 6月8日 - 「漆刷毛製作」が国選定保存技術に選定される[20]。
- 2001年（平成13年）5月1日 - さいたま市の発足および路線整理に伴ない、地内を通る県道の鴻巣桶川大宮線が鴻巣桶川さいたま線に改称される。
- 2008年（平成20年）11月5日 - 「上町の祭りばやし」が市の無形民俗文化財に指定される[21]。

## 世帯数と人口
2017年（平成29年）10月1日現在（上尾市発表）の世帯数と人口は以下の通りである。
| 丁目       | 世帯数    | 人口    |
| ---------- | --------- | ------- |
| 上町一丁目 | 726世帯   | 1,586人 |
| 上町二丁目 | 682世帯   | 1,539人 |
| 計         | 1,408世帯 | 3,125人 |

## 小・中学校の学区
市立小・中学校に通う場合、学区（校区）は以下の通りとなる。
| 丁目       | 番地 | 小学校             | 中学校             |
| ---------- | ---- | ------------------ | ------------------ |
| 上町一丁目 | 全域 | 上尾市立中央小学校 | 上尾市立上尾中学校 |
| 上町二丁目 | 全域 | 上尾市立中央小学校 | 上尾市立上尾中学校 |

## 事業所
2021年（令和3年）現在の経済センサス調査による事業所数と従業員数は以下の通りである。
| 丁目       | 事業所数  | 従業員数 |
| ---------- | --------- | -------- |
| 上町一丁目 | 109事業所 | 697人    |
| 上町二丁目 | 53事業所  | 354人    |
| 計         | 162事業所 | 1,051人  |

## 交通
- 地区内に鉄道は敷設されていない。最寄り駅は高崎線上尾駅で、上町一丁目10-13よりおよそ580 m[9]離れている。

### 道路
- 国道17号大宮バイパス（中山道）
- 埼玉県道164号鴻巣桶川さいたま線（旧中山道）
- 小敷谷吉田通線[24]（はなみずき通り）

## 町内会
- 上町々会[25]

## 施設
国道17号および旧中山道沿線を中心に商業施設が多数立地する。地内に街区公園はない。
- 上尾市立中央小学校 - 指定緊急避難場所・指定一般避難所[26]
- 上尾市図書館
- 上尾市役所別館
- 上尾市青少年センター
- 上町公民館 - 上尾市図書館や遍照寺に隣接する
- 文楽 - 1894年創業の上尾市の蔵元[27]
- 真言宗智山派遍照院 - 1394年（応永元年）開山
- 最勝寺上尾分院
- 御嶽神社